# Rimbach (Assia)
Rimbach è un comune tedesco di 8 883 abitanti,, situato nel Land dell'Assia.